# Orden des Fürsten Jaroslaw des Weisen
Der Orden des Fürsten Jaroslaw des Weisen (ukrainisch Орден князя Ярослава Мудрого) ist ein durch den ukrainischen Präsidenten Leonid Kutschma am 23. August 1995 gestifteter Verdienstorden der Ukraine. Er ist nach dem Großfürsten von Kiew Jaroslaw dem Weisen (976–1054) benannt und in fünf Klassen unterteilt.

## Erforderliche Verdienste
Der Orden wird an die Bürger für besondere Verdienste zu Ehren der Ukraine in Aufbau der Nation, Stärkung des internationalen Ansehens der Ukraine in Wirtschaft, Wissenschaft, Bildung, Kultur, Kunst, Gesundheit und für herausragende gemeinnützige, humanistische sowie soziale Aktivitäten verliehen.
Ausländischen Bürgern und Staatenlosen kann der Orden in folgenden Klassen verliehen werden:
- 1. Klasse an: Staatsoberhäupter von souveränen Staaten (und Ehepartner), Religionsführer;
- 2. Klasse an: Regierungschefs und Parlamentspräsidenten souveräner Staaten, prominente Politiker und Persönlichkeiten des öffentlichen Lebens;
- 3. Klasse an: Außenminister, Minister anderer ausländischer Ministerien, Botschafter ausländischer Staaten in der Ukraine;
- 4. und 5. Klasse an: Bekannte Wissenschaftler, Künstler, Schriftsteller, religiöse Führer, Geschäftsleute, Menschenrechtsaktivisten, Sportler und andere.

| Ordensdekoration des Ordens des Fürsten Jaroslaw des Weisen | Ordensdekoration des Ordens des Fürsten Jaroslaw des Weisen | Ordensdekoration des Ordens des Fürsten Jaroslaw des Weisen | Ordensdekoration des Ordens des Fürsten Jaroslaw des Weisen | Ordensdekoration des Ordens des Fürsten Jaroslaw des Weisen | Ordensdekoration des Ordens des Fürsten Jaroslaw des Weisen |
|                                                             | Erste Klasse                                                | Zweite Klasse                                               | Dritte Klasse                                               | Vierte Klasse                                               | Fünfte Klasse                                               |
| ----------------------------------------------------------- | ----------------------------------------------------------- | ----------------------------------------------------------- | ----------------------------------------------------------- | ----------------------------------------------------------- | ----------------------------------------------------------- |
| Orden                                                       |                                                             |                                                             |                                                             |                                                             |                                                             |
| Ordensstern                                                 |                                                             |                                                             |                                                             |                                                             |                                                             |
| Schärpe mit Stern                                           |                                                             |                                                             |                                                             |                                                             |                                                             |
| Ordensspange                                                |                                                             |                                                             |                                                             |                                                             |                                                             |